# 庄和町
庄和町（しょうわまち）は、埼玉県北葛飾郡の、江戸川沿いに位置していた町。東京都市圏#埼玉県（東京通勤圏）。2005年10月1日、隣接する春日部市と合併し、新たな春日部市の一部となったため消滅した。
国の選択無形民俗文化財の大凧揚げが有名で、それにちなんだ名物や大凧会館（現在廃止・大凧公園になった）があった。また、庄和総合公園の中に役場があり地域住民に親しまれている。

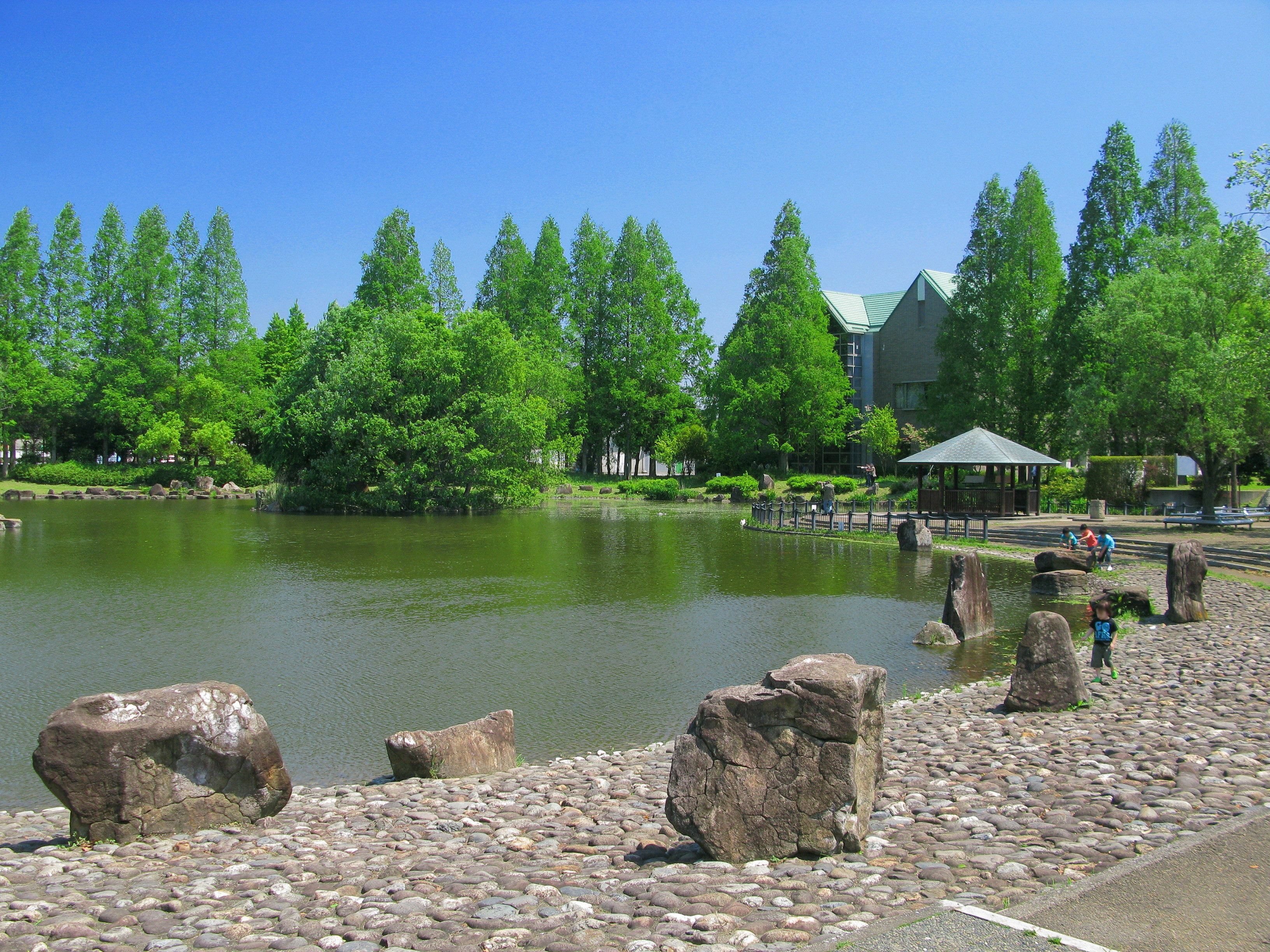
庄和総合公園

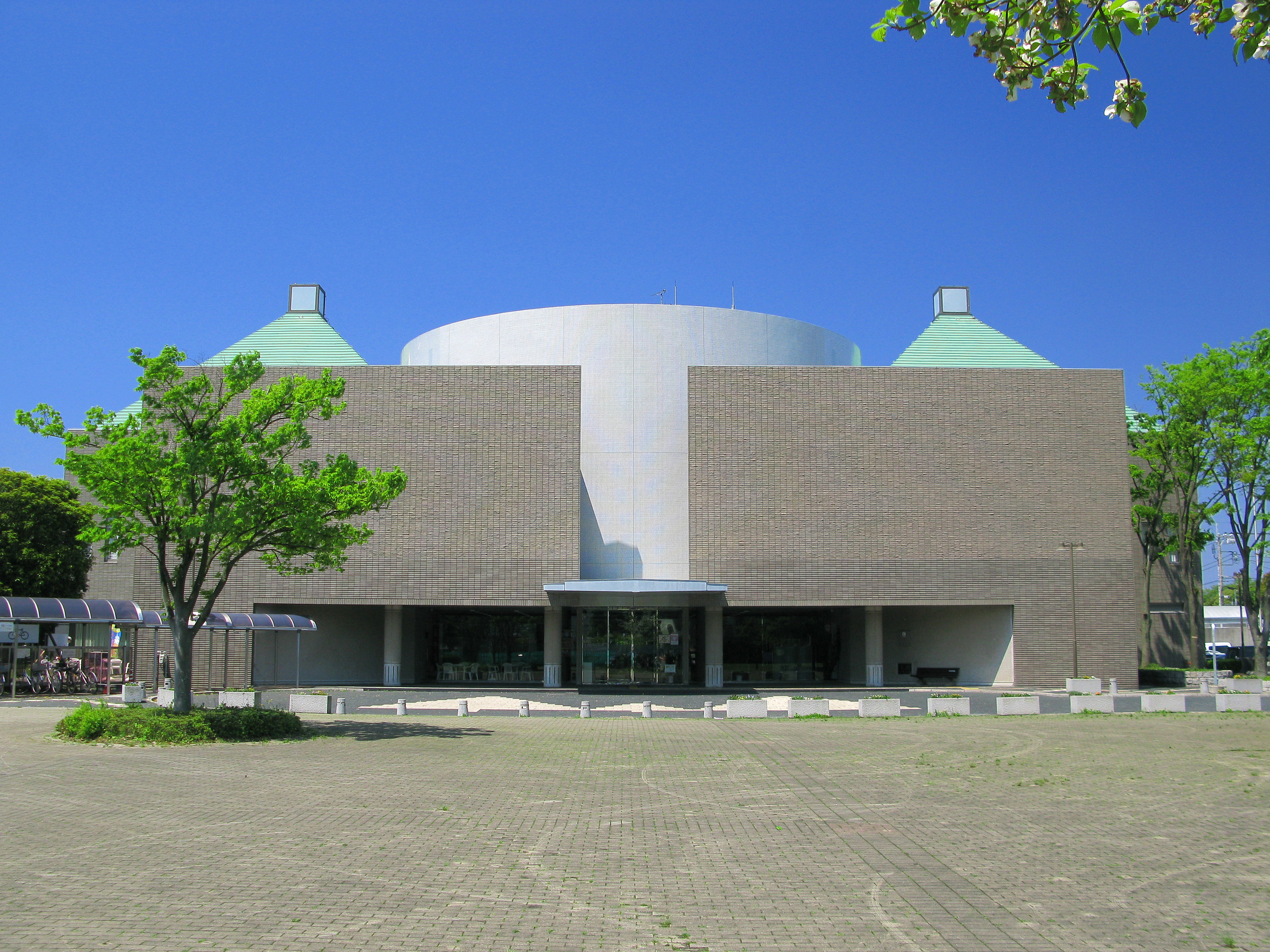
庄和総合支所・児童センター・庄和図書館（旧庄和町役場）

## 地理
埼玉県東部に位置し、東側を江戸川に西側を中川に挟まれた町だった。南部を、東武鉄道野田線が東西に横断し南桜井駅が設置されている。

### 河川
- 江戸川
- 根用水
- 江戸川右岸用水路
- 郷台用水
- 中用水（庄内領用水路）
- 打田落悪水路
- 庄内領悪水路
- 中庄内排水
- 中川（庄内古川）
- 九尺排水路
- 承水溝

### 隣接している自治体
- 東 - 千葉県野田市
- 西 - 春日部市
- 南 - 北葛飾郡松伏町
- 北 - 北葛飾郡杉戸町

## 歴史
今から約2500万年〜250万年前、新第三紀以来続く関東造盆地運動により、関東平野が形成され、庄和町周辺地域も平野となった。昭和50年代に庄和町西金野井地区の風早遺跡（かざはやいせき）から局部磨製石斧が発掘されたことにより、約3万年前にはすでにこの地域に人が住んでいたことが明らかになっている（現在の日本人との関連は不明）。宝珠花や西金野井の台地（江戸川開削によって切り離された下総台地）は富士山や浅間山の火山灰などで形成された関東ローム層からなる。その関東ローム層から石器が出土している。
約6000年前に縄文海進がピークを迎えると、庄和町の大部分は海底となった。当時、宝珠花台地や金杉台地周辺は、海岸線沿いの陸地で、貝塚 (神明貝塚・米島貝塚)の存在から、縄文人が生活を営んでいたものと思われる。貝塚からは縄文土器などが多数出土している。
弥生時代は、倉常の自然堤防に立地する須釜遺跡で再葬墓が営まれる。海が退き、低地部分でも人々が生活できる環境であった。
6世紀頃になると、小規模な古墳が造営される。中野（東中野）の向之内塚山古墳では下総型埴輪が採集されている。また埼玉県史等では、庄和町所在の古墳として松道東古墳や愛宕古墳が記録されている。現、春日部市の調査により、向之内塚山古墳以外は古墳ではないことが明らかになった。向之内塚山古墳は、2017年現在も宅地内に現存しており、土地の所有者により大切に保存されている。
7世紀から9世紀には、北部の西宝珠花、塚崎などの貝の内遺跡や塚崎遺跡から大規模な集落跡が発見されている。特に貝の内遺跡では、下総国分寺で使われた瓦と同じ文様をもつ瓦が出土している。
庄和町周辺地域は河川が多く、永沼や赤沼（現存）、飯沼（春日部市立飯沼中学校の横に数メートルの沼地として現存：江戸時代中期に新田開発されるまで直径2〜3キロメートルに及ぶ大規模な沼だった）などの沼地も多く、湿地帯であったため稲作に適しており、9世紀頃には荘園が発達した。11世紀の平安時代末期には八条院暲子内親王への寄進地系荘園として下河辺荘が開墾される。荘園は「庄園」とも記し、この地域の地名に使われる「庄内」は荘園の中、すなわち下河辺荘のことを指している（町名の由来参照）。開発領主である下河辺行義、下河辺行平父子らが荘園を管理する荘官となり、源頼政、源頼朝らの庇護を受けた。下河辺荘は茨城県古河市・五霞町、千葉県野田市、埼玉県加須市・久喜市・幸手市・杉戸町・春日部市(庄和町)・松伏町・吉川市・三郷市にまたがる広大な荘園だった。この頃、屋敷林を伴った家屋が建設されるようになる。
13世紀に入ると、下河辺氏に代わって、鎌倉幕府御家人の畠山氏が庄和町周辺地域で勢力を持つようになる。畠山重忠が執権北条氏に追討されると畠山氏はこの地域での勢力を失い、以後、春日部氏、岩槻太田氏、後北条氏、豊臣氏がこの地域を支配した。豊臣氏の全国的な太閤検地の実施により下河辺荘の複雑な所有権や支配権は完全に解体された。17世紀に江戸幕府が成立すると、庄和町周辺地域は、江戸幕府の天領となる。武蔵国郡村誌によると、当時の庄和町を構成していた飯沼村、米島村、赤碕村、新宿新田などの村々は、御料所や旗本の管轄とされ、徳川家が直接、または直属の家臣により幕末まで支配したとされる。なお、江戸時代の寛永年間には、伊奈氏の親族、小島正重（小島庄右衛門正重）が庄和町西宝珠花地域の河川を十数年の歳月をかけ改修工事を行い、江戸川の治水事業に貢献した。治水事業の結果、関宿や野田から江戸への物資輸送が活発になる。また、明治期から昭和にかけては、農業用排水施設として、庄和町を流れる中川に多くの水門が建設された（五ヶ門樋など）。歴史的土木建造物としての価値は高く、これらの水門は現存しているものの、21世紀に入りようやく保護活動が始まったばかりである。この地域は水害が多く、台風に備え、農家の納屋には天井から和船が吊り下げられていることが多かった。
江戸時代後期の天保12年には、西光寺の僧侶、浄信が布教のため、庄和町に立ち寄った際、養蚕の繭の価格の上昇や米の収穫量の増大、男児出産を祈願して、江戸川沿いの西宝珠花地区にて、凧揚げ祭りを始めたと伝えられる。このことから、少なくとも19世紀半ばには、庄和町に養蚕業が存在していたことが窺える（養蚕業は2010年現在、旧庄和町に存在していない）。ちなみに、現在のような非常に大型の凧が揚げられるようになったのは明治期半ばになってからである。
大政奉還により江戸幕府が消滅し、徳川家の所有する天領は明治政府へ引き渡され、庄和町周辺地域は明治政府の管轄となる。廃藩置県や町村制の施行、周辺自治体の編入・合併を経て現在に至る。
第二次世界大戦中には、大日本帝国の指揮のもと、南桜井駅前にあった精工舎の時計工場や南埼病院で学徒動員が行われた。また、庄和町周辺地域は疎開地に指定された。庄和町は江戸時代から農家の副業として全国的にも稀なネズミの飼育が行われており、戦時中は特にさかんにネズミが飼育された。このことから731部隊が庄和町にて農家を動員して、ネズミによるペスト菌の生物兵器の実験を行ったのではないかとGHQの文献に記載されている。20世紀末に地元の県立高校の地理歴史研究部が一部取材したのみで、現在に至るまで詳細は不明である。
なお、この地域は江戸時代までは下総国葛飾郡に属していた。
- 1871年（明治4年） - 千葉県域に属する。
- 1875年（明治8年） - 埼玉県域に転属する。
- 1889年（明治22年）4月1日 - 町村制施行に伴い、中葛飾郡の24の村および新田が合併し、宝珠花村・富多村・南桜井村・川辺村の4ヶ村となる。
- 1896年（明治29年）3月29日 - 中葛飾郡が廃止され、北葛飾郡に編入される。
- 1910年（明治43年） - 関東大水害により大水が発生する。
- 1912年（明治45年） - 町の一部に電燈が点く。
  - 同年、耕地整理が開始される。
- 1915年（大正4年） - 江戸川堤防の修理工事が開始される。
- 1923年（大正12年） - 春日部・宝珠花間にバス路線が開通する。
- 1930年（昭和5年） - 総武鉄道（現在の東武野田線）永沼臨時停留所（現在の南桜井駅の前身）が開業する。
- 1946年（昭和21年） - 時計工場が作られる。
- 1947年（昭和22年） - カスリーン台風により水害が発生する。
- 1952年（昭和27年） - 江戸川河川敷の拡幅工事が行われ、宝珠花の移転が行われる。
- 1954年（昭和29年）7月1日 - 宝珠花村・富多村・南桜井村・川辺村が合併し、北葛飾郡庄和村となる。
- 1960年（昭和35年）11月3日 - 北葛飾郡杉戸町のうち、木崎、芦橋、倉常が庄和村に編入される。
- 1961年（昭和36年） - 上水道が設置される。
- 1964年（昭和39年）4月1日 - 町制施行により、北葛飾郡庄和町となる。
- 1975年（昭和50年） - 国道16号春日部野田バイパスが開通する。
- 1983年（昭和58年） - 国道4号バイパスが開通する。
- 1984年（昭和59年） - 町立体育館や正風館が設置される。
- 1990年（平成2年） - 大凧会館が設置される。
- 2005年（平成17年）2月6日 - 春日部市文化会館で合併協定書に調印し、2005年10月1日に春日部市と合併することが正式に決定する。
- 2005年（平成17年）10月1日 - 春日部市と合併し、新たな春日部市の一部となる。

### 町名の由来
昔からのこの地域一帯の地名である『庄内領』内の村々が一致和合して発展を図る、という考えに由来していた。

### 歴代町長
前島祐司（在職期間・1979年〜1983年）
神谷尚(在職期間・1983年〜1992年10月)
埼玉県庁職員を経て、1983年に38歳で立候補し現職の前島を破って当選。1992年5月に「学校給食廃止」を突如打ち出したが、児童の保護者たちからの強い反発が起こり、この騒動は6月に入りテレビや新聞でも大きく報道された。同年に神谷が病気で急逝したために「給食廃止」は撤回となり、「給食廃止論」は禍根を残すことになった。
石原弘(在職期間・1992年12月〜2005年9月)
前町長の施策(給食以外)の継続を訴えた前助役らを退けて当選。春日部市に合併されるまで在任。

## 行政
- 庄和郵便局
- 庄和米島郵便局
- 庄和西金野井郵便局
- 宝珠花郵便局

### 消防
- 庄和町消防本部・消防署

### 警察
- 春日部警察署

南桜井交番
庄和駐在所
宝珠花駐在所

## 経済
- 金融機関
- 埼玉りそな銀行庄和支店
- 武蔵野銀行庄和支店
- 埼玉みずほ農業協同組合（JA埼玉みずほ）

庄和中央支店
庄和東支店

## 産業
- 主な産業

リズム時計工業株式会社
第二次世界大戦後の1946年（昭和21年）に東武野田線の米島駅（貨物専用。現在の南桜井駅）前の精工舎の南桜井工場を引き継ぎ設立された、株式会社農村時計製作所が1950年（昭和25年）10月で解散。同年11月(東京都港区に本社を置いたが、現在はさいたま市大宮区に所在)にその事業を引き継いで別会社として設立され、地域の産業を担っていた（現在は生産拠点を海外に移したため閉鎖され、南桜井駅の北口ロータリーと商業施設「南桜井ショッピングプラザ」になっている）。
リズム時計は、2018年に南桜井ショッピングプラザの敷地内に大型時計を寄贈した。この時計には同社の創業の経緯を説明した銘板も設置し、工場の跡地を示すモニュメントの意味も込められた。

## 地域

### 教育
- 町立小学校
  - 桜川小学校
  - 南桜井小学校
  - 川辺小学校
  - 富多小学校
  - 宝珠花小学校
  - 中野小学校
- 町立中学校
  - 葛飾中学校
  - 飯沼中学校
  - 江戸川中学校
- 高等学校
  - 埼玉県立庄和高等学校
- 専門学校
  - 文化学院芸術専門学校(廃校)

## 交通

### 鉄道路線
- 東武鉄道
  - 野田線：南桜井駅

### 路線バス
庄和町内の主要のバス停留所を記す。
- 春日部駅東口〜（中略）〜辻橋〜神間〜宝珠花入口〜大凧会館入口〜関宿中央ターミナル
- 春日部駅東口〜（中略）〜辻橋〜神間〜宝珠花入口〜大凧会館入口〜東宝珠花
- 春日部駅東口〜（中略）〜辻橋〜神間〜宝珠花入口〜大凧会館入口〜関宿中央ターミナル〜（中略）〜関宿はやま工業団地
- 東武動物公園駅〜倉松〜田宮〜鷲の巣〜西親野井〜塚崎入口〜大凧会館入口〜関宿中央ターミナル

すべて朝日自動車境営業所が運行。PASMOなどのICカードは利用可能。
- 朝日自動車運行の南桜井駅発着の路線バスは存在しない。

コミュニティバス
庄和町循環福祉バス
- 北コース
  - 庄和町役場→南桜井駅北口→江戸川中学校前→北公民館前→西親野井集会所前→大凧会館→西宝珠花区集会所→神間→倉常→上柳広域農道入口→葛飾中脇→南桜井駅北口→県営金崎はなわ団地→庄和町役場正面玄関→道の駅庄和→南桜井小学校→庄和町役場
- 南コース
  - 庄和町役場→正風館→南桜井駅北口→永沼集会所前→水角広域農道脇→しょうぶ苑前→新宿新田踏切前第2児童館入口→庄和第二ポンプ場前→赤崎水角境→クリーンセンター庄和→庄和工業団地→不動坂→庄和町役場正面玄関→道の駅庄和→南桜井小学校→庄和町役場

## 道路

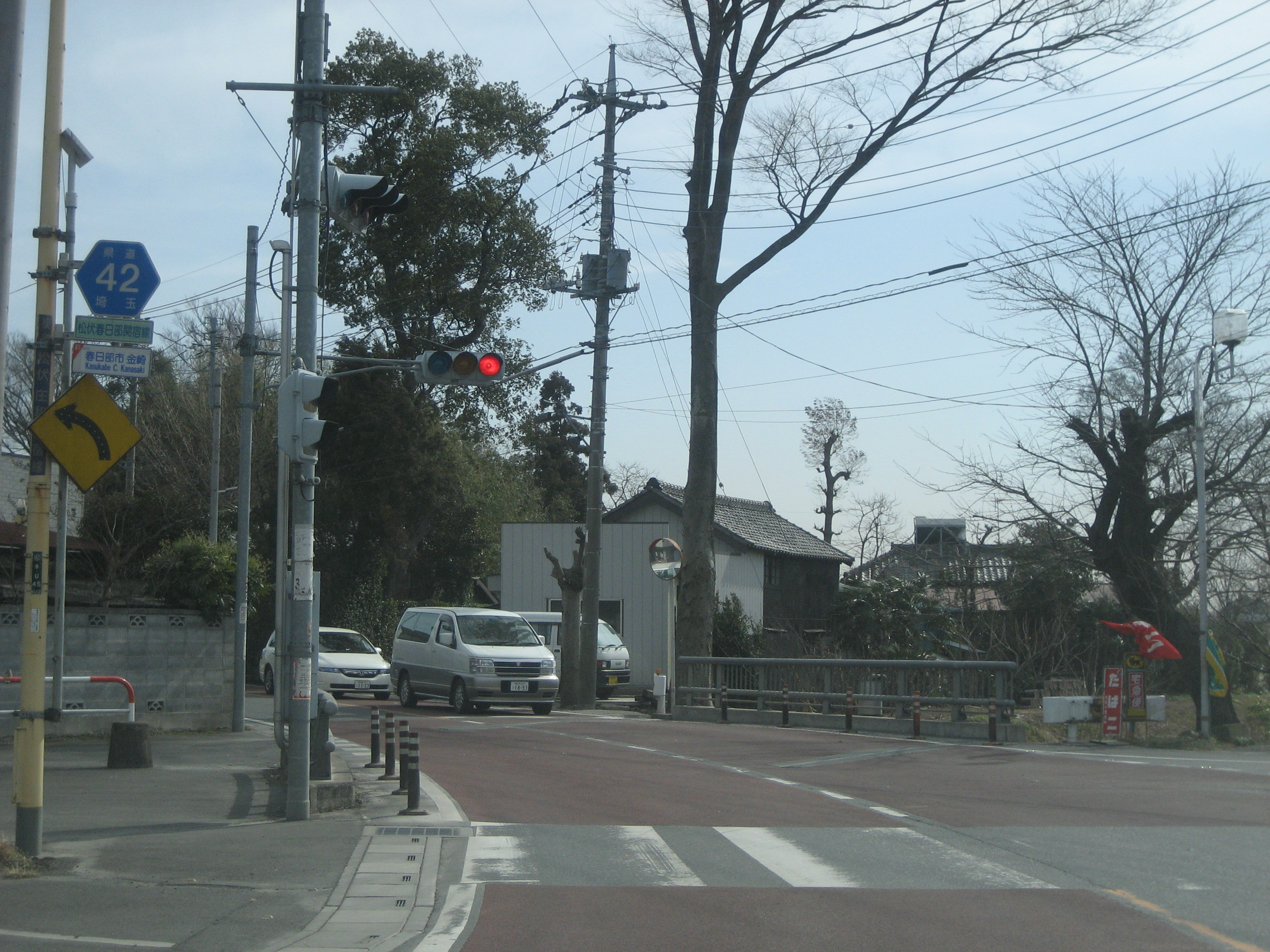
埼玉県道・千葉県道42号松伏春日部関宿線（庄和町）

### 一般国道
- 国道16号
- 新4号国道春日部古河バイパス

### 主要地方道
- 埼玉県道42号松伏春日部関宿線

### 一般県道
- 埼玉県道156号三郷幸手自転車道線
- 埼玉県道183号次木杉戸線
- 埼玉県道319号惣新田春日部線
- 埼玉県道320号西宝珠花春日部線
- 埼玉県道321号西金野井春日部線
- 埼玉県道375号西宝珠花屏風線

## 名所・旧跡・観光スポット・祭事・催事
- 大凧あげ祭り （西宝珠花）（毎年5月3日、5月5日）
- 大凧会館
- 神明貝塚
- 道の駅庄和
- 首都圏外郭放水路

## 出身有名人
- 三上於菟吉（作家）
- 唐沢菜々江